# Robert Bacon
Robert Bacon (ur. 5 lipca 1860 w Jamaica Plain na przedmieściach Bostonu w stanie Massachusetts, zm. 29 maja 1919 w Nowym Jorku) – amerykański dyplomata, działacz państwowy i biznesmen, który w czasie swej kariery pełnił funkcję zastępcy sekretarza stanu i sekretarza stanu Stanów Zjednoczonych.

## Życiorys
Urodzony w Jamaica Plain w stanie Massachusetts, jako syn Williama B. Bacona i Emily C. Low ukończył studia na Uniwersytecie Harvarda. Ożenił się 10 października 1883 z Marthą Waldron Cowdin. Ich syn, Robert L. Bacon (urodzony w 1884), był w latach 1923–1938 kongresmenem z Nowego Jorku.
Bacon przez wiele lat związany był ze światowym biznesem, m.in. jako partner w J.P. Morgan & Co. Był też współzałożycielem U.S. Steel Corporation oraz Northern Securities Company.
W 1905 został mianowany asystentem (zastępcą) sekretarza stanu w administracji Theodore’a Roosevelta Elihu Roota. Pełnił tę funkcję od 5 września 1905 do 27 stycznia 1909. Podczas podróży Roota do Ameryki Łacińskiej w 1906 pełnił obowiązki szefa amerykańskiej dyplomacji.
Od 27 stycznia do 5 marca 1909 sam był sekretarzem stanu. Mimo krótkiej kadencji na tym stanowisku, odegrał dużą rolę w nakłonieniu Senatu do zatwierdzenia traktatu w sprawie Kanału Panamskiego z Kolumbią i Panamą.
Po odejściu ze stanowiska w latach 1909–1912 piastował stanowisko ambasadora we Francji. Współpracował też blisko z generałem Johnem Pershingiem w czasie zaangażowania się USA w I wojnę światową. W 1917 został członkiem jego sztabu w randze majora, a następnie (od 1918) jako podpułkownik był też szefem amerykańskiej misji przy naczelnym dowództwie brytyjskim.
Jeszcze przed przystąpieniem USA do wojny w sierpniu 1914 przebywał we Francji, organizując amerykański Czerwony Krzyż.
Autor książki For Better Relations with Our Latin American Neighbors (w wolnym tłumaczeniu „na rzecz lepszych stosunków z naszymi sąsiadami z Ameryki Łacińskiej).
Zmarł w Nowym Jorku.